# Instituto de Química da Universidade Federal da Bahia
Instituto de Química da Universidade Federal da Bahia (IQUFBA) é uma unidade universitária brasileira dedicada à área da química e subordinada à Universidade Federal da Bahia (UFBA). Está situada no câmpus de Ondina-Federação, em Salvador.
Em 2014, eram 70 servidores docentes e 34 servidores técnico-administrativos, sem contar os profissionais não permanentes, inclusive trabalhadores terceirizados. Dentre as atividades de extensão universitária, está a organização das Olimpíadas Baianas de Química (Obaq), sendo que em 2017 foi realizada a 12.ª edição. O instituto é composto por quatro departamentos: Química Analítica (DQA), Química Orgânica (DQO), Físico-Química (DFQ) e Química Geral e Inorgânica (DQGI). Essas áreas dos departamentos são as quatro áreas de concentração do mestrado, enquanto as do doutorado são as duas primeiras. Além desses dois cursos do programa da pós-graduação, as atividades de ensino também são desenvolvidas em cinco cursos de graduação, além de componentes curriculares para cursos de outras unidades universitárias da UFBA. Os cinco cursos são o bacharelado em química, a licenciatura em química em período diurno, a licenciatura em química em período noturno, o bacharelado em química industrial e licenciatura especial em química — esta última destinada a professores da rede pública de educação básica.

## História
Os cursos superiores de química (bacharelado e licenciatura) já existiam antes da criação do instituto, na então Faculdade de Filosofia da Bahia, entre 1941 e 1946. O Instituto de Química (IQ) foi criado em 1958, durante o primeiro reitorado da UFBA, entre 1946 e 1961, quando outras unidades também foram criadas. Funcionou provisoriamente na Faculdade de Farmácia, seguiu para a rua Aristides Novis, depois para a Escola Politécnica até finalmente 1971, quando o prédio da sede própria do instituto foi construído em Ondina.
O Programa de Pós-Graduação em Química (PPGQUIM) foi criado em 1968.
Em 21 de março de 2009, incêndio atingiu laboratórios do quinto andar do prédio. O fogo se iniciou em um forno de alta temperatura, segundo laudo pericial. A destruição prejudicou pesquisas desenvolvidas no espaço, que era usado por alunos e professores da UFBA, como também por empresas com parceria com a universidade, com impacto financeiro e na produção científica da Bahia. Em 2017, as obras para reformar o laboratório recuperaram o espaço, mas não tinha sido reaberto por falta de instalação de bancadas e equipamentos.
Em 2010, o diretor do instituto era Dirceu Martins.
Em 2013, a história do Instituto de Química foi tema de livro lançado em 2013 por Miguel Fascio, ex-professor do IQ-UFBA.
Em 9 de abril de 2019, ocorreu vazamento de pentanotiol no quinto andar do instituto, que foi evacuado e as atividades de pesquisa e administração suspensas até o dia seguinte.